# 金橋路駅
金橋路駅（きんきょうろ-えき）は中華人民共和国上海市浦東新区に位置する上海地下鉄6号線の駅である。

## 駅構造
相対式ホーム2面2線の地下駅。

## 駅周辺
付近に二つショッピングセンターがある：
- 金橋国際商業広場 - 服屋・レストラン・ボーリング館
- 久金広場 - レストラン・映画館

## 歴史
- 2007年12月29日 - 開業。

## 隣の駅
■上海地下鉄6号線
博興路駅 - 金橋路駅 - 雲山路駅